# Ejálet

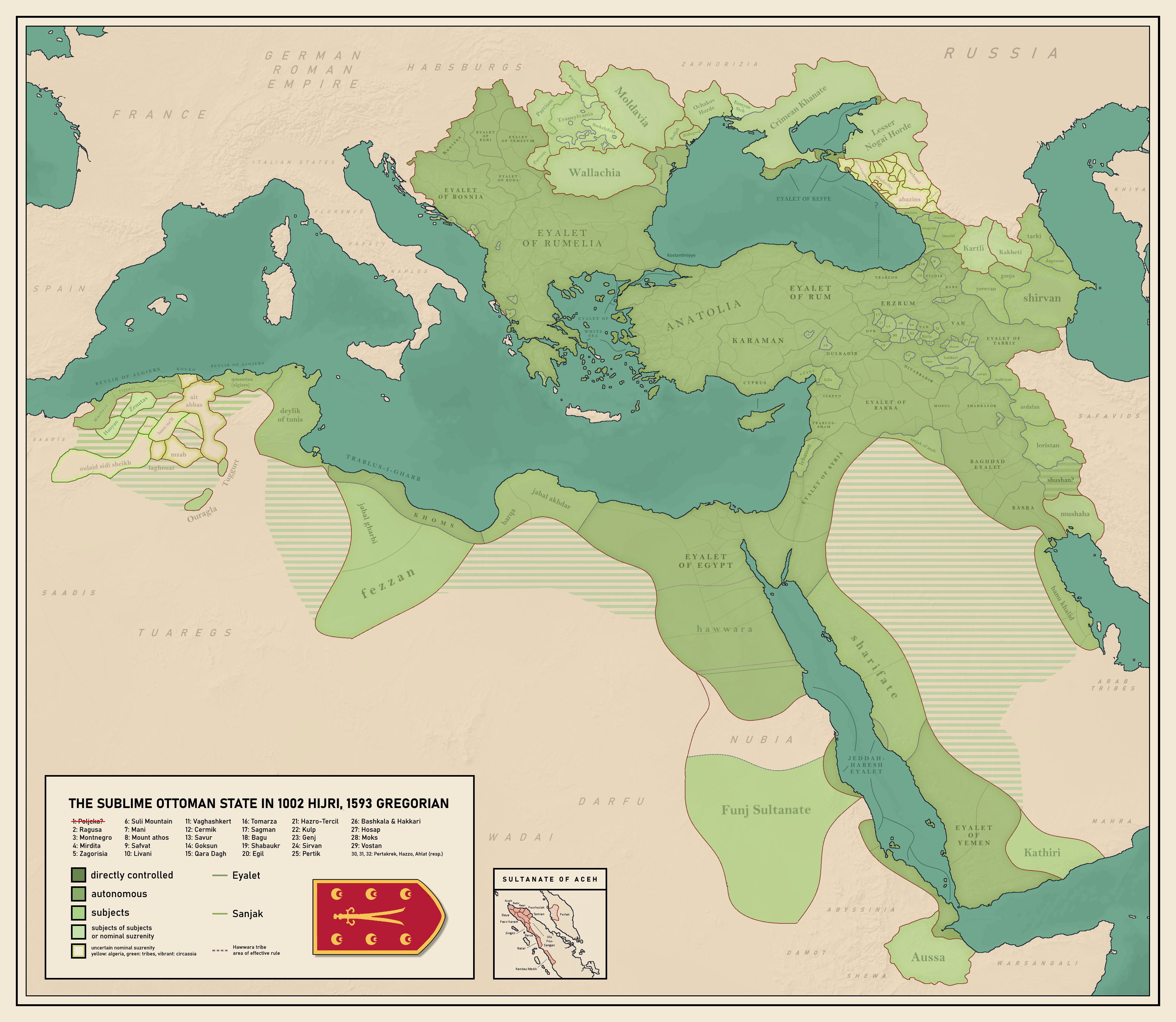
Detailní mapa Osmanské říše v roce 1593

Ejálet (osmansky ایالت‎, výslovnost: [ejaːˈlet]) byla nejvyšší územně správní jednotka Osmanské říše od poloviny patnáctého století do 60. let století devatenáctého. V jejím čele stál válí (turecky wálí z arabského walí).
Poté, co sultán Mehmed II. v roce 1453 dobyl Konstantinopol a ta se pod jménem Kostantíníje stala novým hlavním městem, byla Osmanské říše nejdříve rozdělena na rozlehlé provincie, tzv. ejálety. Ty byly řízeny pašou se třemi ohony, jehož do úřadu (stejně jako všechny vysoké úředníky říše) jmenoval velký vezír.
Ejálety byly dále rozděleny do okresů zvaných sandžaky nebo livá, kde vládl tzv. paša jednoho ohonu s titulem mira-lira nebo sandžak-bej. Tyto provincie Evropané obvykle nazývali pašaliky. Pašové měli v těchto provinciích absolutní vládu, dozírali na vojska, finance, polici a soudnictví.
V maďarských dějinách je nejvíce zmiňován Budínský ejálet, neboť se nacházel v centru dnešního Maďarska okolo řeky Dunaje po dobu více než 150 let od bitvy u Moháče v roce 1526.
Mezi lety 1861 a 1866 byl systém ejáletů opuštěn a nahrazeny vilájety.

## Název
Na Balkáně se ejálety synonymně nazývaly pašalíky či beglebegluky.[zdroj?]

### Poznámka
1. ↑  Pašové se třemi ohony byli pašové nejvyšší úrovně. Jako odznak svého úřadu měli tři koňské ohony, odtud jejich pojmenování.